# Amin Tarokh
Amin Tarokh (pers. امین تارخ; ur. 11 sierpnia 1953 w Sziraz, zm. 24 września 2022 w Teheranie) – irański aktor teatralny i filmowy.

## Życiorys
Tarokh urodził się w Sziraz. Po ukończeniu szkoły średniej w Sziraz podjął studia z zakresu zarządzania kulturą na Uniwersytecie w Teheranie. Tarokh miał trzech synów o imionach Nima, Mani i Nami. Miał też w Teheranie firmę produkującą odlewy. Zmarł na atak serca w Teheranie, miał 69 lat.

## Kariera
Tarokh zaczął grać w 1973 roku. W 1994 roku otworzył pierwszą szkołę aktorską. Jego absolwenci zdobywa;o wiele nagród. W 2000 roku połączył swoją szkołę z innymi międzynarodowymi szkołami aktorskimi i został zaproszony do Australii, aby uczyć w Filinder’s Drama Centre. Tam uczył przez dwa lata. Był członkiem rady sędziowskiej na wielu festiwalach, a także członkiem Izby Kina. Był zapraszany na wiele festiwali w innych krajach, m.in. w Niemczech. Od 1995 roku był uważany za jedną z wpływowych postaci w odrodzeniu sztuki teatralnej w Iranie.

## Wybrana filmografia
- 1982: Marg Yazdgerd
- 1986: Chamedan
- 1987: Payizan
- 1988: Sorb
- 1988: Paraneh Kuchak Khoshbakhti
- 1991: Madar
- 1992: Mojassameh
- 1992: Del Shodegan
- 1993: Sara
- 1997: Saghar
- 2007: Raees
- 2017: Bonbaste Vosough